# Kristian Kolby
Kristian Kolby (Ringkøbing, 9 de outubro de 1978) é um ex-automobilista dinamarquês. 
Estreou no automobilismo em 1994, disputando a Fórmula Opel Lotus, e no mesmo ano ingressou na Fórmula Vauxhall, terminando-a na sétima posição. Correu também na Fórmula Ford, Fórmula Renault Britânica, Fórmula 3 Inglesa e Fórmula 3000 Italiana. Em 2000, disputou sua primeira temporada na Fórmula 3000 Internacional pela tradicional equipe DAMS, largando em 6 corridas e não conseguindo a classificação em 4. Seu melhor desempenho foi na etapa de Hockenheim, onde terminou em 5º lugar, conquistando seus únicos 2 pontos na categoria. No ano seguinte, Kolby disputou a Indy Lights pela Conquest Racing, e após 8 provas disputadas, foi substituído pelo neozelandês Matt Halliday após a etapa de Mid-Ohio. O dinamarquês terminou o campeonato na oitava posição, com 80 pontos e 2 pódios (terceiro lugar no Texas e uma vitória em Kansas).
Após disputar provas do Campeonato Dinamarquês de Turismo, da American Le Mans Series e também a edição de 2000 das 24 Horas de Le Mans, Kolby voltou à Fórmula 3000 em 2002, substituindo o alemão Alex Müller nas últimas 3 etapas. Encerrou sua carreira em 2003, depois que seus patrocinadores entraram em falência.